# Prinzip der subjektiven Unterforderung
Wenn sich Freizeitsportler (beispielsweise Läufer) moderat so belasten, dass sie subjektiv annehmen, eigentlich zu langsam zu laufen (»das ist ja zu wenig, um Gewinn zu haben«), ist die Wahrscheinlichkeit, das „steady state“ (Sauerstoffgleichgewicht) zu überschreiten, sehr gering. Physiologische Überforderungen werden verhindert und der Säurehaushalt bleibt neutral. Die vorhandenen Potentiale können sich optimal entfalten. Bei dieser Belastungsintensität können selbst Anfänger ohne Mühe eine halbe Stunde Joggen, ohne dabei zwischendurch anhalten zu müssen. Das ist auch auf andere Ausdauersportarten übertragbar. Entgegen häufig geäußerter Meinungen, dass solche niedrigen Reize auch nur geringen Erfolg haben, sind die physiologischen Gewinne dennoch überraschend hoch.
Der Begriff „Prinzip der subjektiven Unterforderung“ wurde erstmals in dem Buch Keine Zeit und trotzdem fit (Moers 1989) von Gert von Kunhardt verwendet.